# Proton Arena
O Arena é um utilitário compacto da Proton.